# Hipolit Parasiewicz
Hipolit Parasiewicz (ur. 12 sierpnia 1850 w Szarpańcach, zm. 1940) – polski nauczyciel.

## Życiorys
Urodził się 12 sierpnia 1850 w Szarpańcach. Był synem Michała, jego bratem był Feliks Marian „Szczęsny” Parasiewicz (redaktor pisma „Szkoła”), a krewną dr Jadwiga Parasiewicz-Kaczmarska. 
Podjął pracę nauczyciela od 30 września 1873. Jako zastępca nauczyciela pracował w C. K. Gimnazjum w Przemyślu, skąd rozporządzeniem C. K. Rady Szkolnej Krajowej z 18 sierpnia 1875 został przeniesiony do C. K. Gimnazjum im. Franciszka Józefa we Lwowie. Egzamin zawodowy złożył 25 maja 1881. Jako suplent w C. K. Gimnazjum im. Franciszka Józefa we Lwowie w 1887 został mianowany prowizorycznym nauczycielem starszym w C. K. Seminarium Nauczycielskim w Krakowie. Został mianowany nauczycielem rzeczywistym 25 sierpnia 1887. Został mianowany dyrektorem szkoły 15 sierpnia 1895. W 1890 został dyrektorem Szkoły Przemysłowej Uzupełniającej im. Mikołaja Kopernika w Tarnowie i pełnił tę funkcję do 1903. Sprawował stanowisko dyrektora Seminarium Nauczycielskiego Męskiego w Tarnowie. W styczniu 1903 został powołany na zastępcę przewodniczącego C. K. Rady Szkolnej Okręgowej w Tanowie. Od 1905 pełnił funkcję dyrektora komisji egzaminacyjnej dla nauczycieli szkół ludowych pospolitych w Tarnowie. W styczniu 1910 otrzymał VI rangę w zawodzie. Otrzymał tytuł radcy rządu. Publikował prace naukowe. Był redaktorem pisma „Nowiny Dodatek do "Chaty"”. Był prezesem oddziału Towarzystwa Pedagogicznego w Tarnowie.
Był członkiem zwyczajnym Towarzystwa dla Popierania Nauki Polskiej, członkiem Towarzystwa Przyjaciół Sztuk Pięknych we Lwowie

## Publikacje
- Budowa, życie i pielęgnowanie ciała ludzkiego (1884, przekład, autor: Karl Ernst Bock)[19]
- Skarby morza (1892)
- Sztuka budowania u zwierząt (1900)[20]
- Podręcznik higieny publicznej i szkolnej dla seminarjów nauczycielskich oraz nauczycieli szkół powszechnych (1924, współautor: Edward Szalit)